# Jenofonte
Jenofonte (en griego antiguo: Ξενοφῶν, Xenŏfṓn; en griego moderno: Ξενοφών, ca. 431 a. C.-354 a. C.) fue un historiador, militar y filósofo de la Antigua Grecia. 
- Como historiador, Jenofonte fue un cronista de su tiempo, finales del siglo V y primera mitad del siglo IV a. C., en obras como las Helénicas, sobre los últimos años y las consecuencias de la guerra del Peloponeso (431-404 a. C.), que sirve de continuación a la inacabada Historia de la guerra del Peloponeso de Tucídides.

- Como miembro de la expedición de los Diez Mil, participó de manera crucial en la fallida campaña militar de Ciro el Joven para reclamar el trono de Persia a su hermano Artajerjes II, y relató la odisea del regreso de los mercenarios griegos en su obra más famosa, la Anábasis.

- Al igual que Platón, Jenofonte es una autoridad en su maestro Sócrates, sobre el cual escribió varios libros de sus diálogos en Recuerdos de Sócrates y la Apología de Sócrates, que trata de aclarar su juicio y condena en el 399 a. C.

A pesar de nacer en Atenas, Jenofonte mantuvo por propia elección estrechos lazos con Esparta, el tradicional enemigo de los atenienses. Sus políticas a favor de la oligarquía, sus servicios militares bajo mando de generales espartanos en campañas como la persa, y su amistad con el rey Agesilao II hicieron que se sintiera atraído por el modo de gobierno y la política de Lacedemonia, como evidencia el tono pro espartano de sus obras, en especial la biográfica Agesilao y la Constitución de los lacedemonios.
Las obras de Jenofonte abarcan varios géneros y están escritas en dialecto ático del idioma griego antiguo. La fluidez y limpieza de su estilo hace que sea muy traducido por los estudiantes actuales de esa lengua. En la obra biográfica Vidas, opiniones y sentencias de los filósofos más ilustres, el historiador Diógenes Laercio observó que, como escritor, Jenofonte de Atenas era conocido como la «Musa ática» por la dulzura de su dicción.

## Biografía
Nació en el demo de Erquia, en las cercanías de Atenas, en la región de Ática, durante la segunda mitad del siglo V a. C., no más tarde del 444 a. C., en el seno de una familia acomodada. Su padre se llamaba Grillo. Su infancia y juventud transcurrieron durante la guerra del Peloponeso (431-404 a. C.), en la que participó formando parte de las fuerzas ecuestres.

Recorrido de Jenofonte y la Expedición de los Diez Mil.

Fue discípulo de Sócrates y escribió diálogos inspirados en su persona. Durante el gobierno de los Treinta Tiranos, Jenofonte se unió a una expedición de mercenarios griegos a Persia conocida como la Expedición de los Diez Mil, contratados por el príncipe persa Ciro el Joven (con quien trabó amistad), que se enfrentaba a su hermano mayor Artajerjes II, el rey de Persia. A la muerte de Ciro en la batalla de Cunaxa, la expedición quedó abandonada a su suerte, sin recursos y en el medio del imperio persa, por lo que se tuvo que abrir paso a través de 1500 km de territorio hostil hasta conseguir volver a Grecia.
El relato de Jenofonte sobre esta expedición lleva por nombre Anábasis y es su obra más conocida. Alejandro Magno consultó durante su invasión al Imperio aqueménida este excelente escrito, que le ayudó incluso a tomar serias decisiones en el ataque y asedio a diferentes ciudades y fortificaciones.
Tras regresar a Grecia, Jenofonte entra al servicio del rey espartano Agesilao II, que comandaba un cuerpo expedicionario griego para proteger las ciudades griegas de Asia Menor de los persas (396 a. C.).
Sin embargo, la alianza griega pronto se rompió y en 394 a. C. tuvo lugar la batalla de Coronea, en la que Esparta se enfrentó a una coalición de ciudades griegas de la que formaba parte Atenas. Jenofonte tomó parte en la batalla, al servicio de Agesilao, por lo que fue desterrado de su patria. En cualquier caso, los espartanos le distinguieron primero con la proxenía (honores concedidos a un huésped extranjero) y más tarde con una finca en territorio eleo, en Escilunte, cerca de Olimpia, en la que comenzó a escribir parte de su prolífica obra. Aquí se le unieron su esposa, Filesia, y sus hijos Grillo y Diodoro, los cuales fueron educados en Esparta.
En 371 a. C. se libró la batalla de Leuctra, tras la cual los eleos recuperaron los territorios que les habían sido arrebatados previamente por Esparta, y Jenofonte tuvo que trasladarse a Corinto. Al tiempo, el poder emergente de Tebas originó una nueva alianza espartano-ateniense contra Tebas, por lo que le fue levantada la prohibición de volver a su patria. Sin embargo, no hay evidencia de que Jenofonte retornara a Atenas.
Jenofonte es considerado por algunos autores, entre ellos Jacob Burckhardt, como partidario de la idea del panhelenismo, ya que, a pesar de su simpatía por Esparta en detrimento de Atenas, apoyó la idea de unir políticamente todas las polis griegas.

## Obras
En sus obras se manifiesta hostil hacia la democracia ateniense y se trasluce su preferencia hacia formas de gobierno más oligárquicas, como las que conoció en Esparta y en Persia.

### Históricas y biográficas
- Anábasis
- Ciropedia, una semblanza del rey persa Ciro II el Grande de intención moralizante.
- Helénicas, historia de la guerra del Peloponeso que continúa la obra inacabada de Tucídides. También incluye la lucha tebana por la hegemonía, hasta la batalla de Mantinea de 362 a. C.
- Agesilao, sobre Agesilao II.

### Obras socráticas y diálogos
- Memorabilia. Recuerdos de Sócrates
- Económico
- El banquete
- Apología de Sócrates
- Hierón, diálogo entre Hierón I y Simónides de Ceos.

### Tratados menores
- Sobre la caballería o Sobre la equitación, en el que sienta las bases de la doma clásica.
- Hipárquico, sobre el oficial de caballería.
- Cinegético
- Ingresos
- La Constitución de los lacedemonios o La república de los lacedemonios.

Se le atribuyó infundadamente un tratado titulado Sobre la constitución de los atenienses (Περὶ τῆς Ἀθηναίων πολιτείας), obra en que se critica la situación política de Atenas.

## Estilo
Sus escritos son un reportaje de sus propias experiencias en el ejército. Sus descripciones de las batallas y de los elementos de táctica militar son superiores a las de otros historiadores. Su escritura es fresca, precisa, rápida, tan solo alterada por la longitud de algunos discursos.
La claridad y sencillez de sus escritos hicieron que ganara multitud de lectores.

## Obras de Jenofonte en internet
- Apología de Sócrates.
  - Texto español, trad. por Antonio González Garbin.
  - Texto griego en Wikisource.
  - Texto griego en la Bibliotheca Augustana.
- Anábasis (Κύρου Ανάβασις).
  - Texto bilingüe español-griego, trad. por Diego Gracián, en el tomo II de Las Obras de Xenofonte Ateniense.
  - Texto griego en la Bibliotheca Augustana.
- Sobre la caballería (Περί Ιππικής).
  - Texto español, trad. por Federico Silla.
  - Texto bilingüe español-griego, trad. por Diego Gracián, en el tomo III de Las Obras de Xenofonte Ateniense (pp. 1-52).
  - Texto español (a partir de imagen 70), trad. por Alonso Suárez.
  - Texto griego en Wikisource.
  - Texto inglés en el Proyecto Perseus. En la parte superior derecha se encuentran los rótulos activos "focus" (para cambiar al texto griego) y "load" (para el texto bilingüe).
- Ciropedia
  - Texto bilingüe español-griego, trad. por Diego Gracián, en el tomo I de Las Obras de Xenofonte Ateniense.
- Agesilao (Αγησίλαος).
  - Texto bilingüe español-griego, trad. por Diego Gracián, en el tomo III de Las Obras de Xenofonte Ateniense (pp. 99-158).
  - Texto griego en Wikisource.
  - Texto inglés, en el Proyecto Perseus, con las características indicadas antes.
- Sobre la constitución de los atenienses (Περὶ τῆς Ἀθηναίων πολιτείας o Ἀθηναίων Πολιτεία).
  - Texto griego en Wikisource.
  - Texto griego en la Bibliotheca Augustana.
  - Texto inglés en el Proyecto Perseus, con las características indicadas antes.
- Recuerdos de Sócrates (Απομνημονεύματα; en latín, Memorabilia).
  - Texto griego en Wikisource.
  - Texto inglés en el Proyecto Perseus, con las características indicadas antes.
- El banquete (Συμπόσιον; en latín, Symposium).
  - Texto griego en Wikisource.
  - Texto español en Wikisource
  - Texto inglés en el Proyecto Perseus, con las características indicadas antes.
- Helénicas (Ἑλληνικά).
  - Fragmentos escogidos en griego con resúmenes en español Archivado el 4 de marzo de 2016 en Wayback Machine..
  - Texto griego en Wikisource.
  - Texto en español, traducción de Enrique Soms, modernizada en ortografía, toponimia y nomenclatura. Edición electrónica (varios formatos) en el Proyecto Gutenberg.
- Hierón (Ιέρων).
  - Texto griego en Wikisource.
  - Texto inglés en el Proyecto Perseus, con las características indicadas antes.
- Hipárquico (Ιππαρχικός).
  - Texto bilingüe español-griego, trad. por Diego Gracián, en el tomo III de Las Obras de Xenofonte Ateniense (pp. 53-98).
  - Texto griego en Wikisource.
  - Texto inglés en el Proyecto Perseus, con las características indicadas antes.
- Económico (Οικονoμικός).
  - Texto español, trad. por Ambrosio Ruiz Bamba.
  - Texto griego en Wikisource.
  - Texto griego en la Bibliotheca Augustana.
- Cinegético (Κυνηγετικός).
  - Texto griego en Wikisource.
  - Texto inglés en el Proyecto Perseus, con las características indicadas antes.
- Ingresos o Sobre los ingresos públicos (Πόροι ή περί προσόδων).
  - Texto español, trad. por Ambrosio Ruiz Bamba (a partir de la pág. 228).
  - Texto griego en Wikisource.
  - Texto inglés en el Proyecto Perseus, con las características indicadas antes.
- La Constitución de los lacedemonios o La república de los lacedemonios (Λακεδαιμονίων Πολιτεία).
  - Texto bilingüe español-griego, trad. por Diego Gracián, en el tomo III de Las Obras de Xenofonte Ateniense (pp. 159-202).
  - Texto griego en Wikisource.
  - Texto inglés en el Proyecto Perseus, con las características indicadas antes.

## Eponimia
- El cráter lunar Xenophon lleva este nombre en su memoria.[2]
- El asteroide (5986) Xenophon también conmemora su nombre.[3]